# 乗因
乗因（じょういん、天和3年〈1683年〉- 元文4年〈1739年〉）は、江戸時代の天台宗の僧。阿智乗因とも。

## 概要
天和3年（1683年）に生まれ、宝永元年（1704年）に比叡山宝積院で天海の孫弟子・宣存に認められて山王一実神道の伝授や神影付属を受けた。また、豪玄に秘密参社の行事を受け、山王一実神道の経典・『山家要略記』を授けられた。享保元年（1716年）頃から寛永寺勧善院に住み、同10年（1725年）には同寺東漸院に移り、同12年（1727年）には戸隠山顕光寺別当として赴任している。当時の顕光寺は奥院・中院・宝光院の三院から構成されており、本山である寛永寺から全体の統括者として別当（勧修院）が派遣されていた。
元文3年（1738年）9月には、法学や勤行、衣体の「古来之法式」を破り「新規」に替えたとして三院の衆徒が乗因を訴えた。幕府によって規定された法式を私的に変更することは幕府に対する反抗であった。また、衆徒の些細な過失を大仰に取り上げて寺院召上・隠居・逼蹇・閉門などを命令したこと、百姓に対しても同様の横暴な対応をしたこと、先例を無視した人事、教義の独断的な変更なども乗因の悪行として挙げられている。この際、輪王寺宮による呼び出しには応じず、寺社奉行が呼び出してようやく取り調べができたという。翌4年（1739年）1月には寛永寺によって「非義を企て異法（道徳教・五輪観坏）を好み支配に背いた」として八丈島への流刑が執行され、同年八丈島で死去した。八丈島では島民を教化し、島に生える薬草を分別して島民に採取させ、病気に応じて薬を与えて済民の功績を挙げたことから、死後に島民によって小祠を建てられ祀られたという。別当時代の乗因には6人の衆徒が従い山内運営をしており、他の衆徒が出訴した際も乗因に従っていたが、処罰後に詫び状を書いて一山に復帰したという。
以上のように、乗因は幕府や既存の教義を否定的である一方、自身は徳川家康の子孫繁栄や国家安泰、万世不易を旨とする「山王一実神道」の伝承者と確信していた。享保13年（1728年）に寛永寺学頭・実観からの下問に対して乗因は「山王一実神道は天海が徳川家康に伝授した治国の法である」と答えている。また、天海-宣祐-宣存-乗因という相承を記し、自らの立場を山王一実神道の教学を伝える者として位置付けている。これは、乗因が従来の天台宗の教えから逸脱していたのではなく、幕府や寛永寺、戸隠山側の教えが変化していたために乗因の姿勢が矛盾しているように勘違いされてしまった。

## 乗因の思想
乗因の記した『戸隠大権現縁起』によると、「一如にして隔なき混沌」を始源とし、以降の世界でも「慈悲」が原理とされ、それを広める仏陀・霊神の働きによって、世界の秩序の形成されるとした。そしてその秩序の形成を「神国の大道＝神道」と名付けている。戸隠山を開山した学門行者は役小角の法（修験道）を修めて長生を保った神僊道士であり、白日昇天したという。また、修験道の祖とされる役小角は老子の再来であり、大迦葉の垂迹した存在とされる。加えて戸隠山を開山した学門行者は思兼命や天手力男命の末裔であり、釈迦の分身・観音菩薩の化身とされる。ここでは修験道・道教・仏教の代表的聖者3人が同体とされる。様々な宗教を習合して乗因が主張したかった世界観は、慈悲に基づき神仏道修験の4教とその教えを広める聖者が世界を秩序付けていく世界観であり、それぞれの教えはいずれかひとつが軸になるといったものではない。

## 玄旨帰命壇や摩多羅神との関係
従来、乗因は幕府や寛永寺、戸隠山が支持していた天台宗の教学と異なる異端の法を主張したために処罰されたと考えられていた。しかし実態は、乗因こそが旧来の天台宗の教学を伝えており、変化したのは幕府や寛永寺、戸隠山側であった。そして、その対立が色濃く表れたのが玄旨帰命壇や摩多羅神に対する扱いである。玄旨帰命壇は山王一実神道の始祖・天海も修めた教学であり、従来の山王一実神道の教えに強く反映されていた。天海の教えの流れを汲む乗因は日本で造形された伝統的な教学である玄旨帰命壇やその本尊となる魔多羅神を擁護し、霊空などの安楽律派は玄旨帰命壇や摩多羅神を「依拠する経典の存在しない偽説」であること、観心主義的であることから否定した。後に安楽律派が天台教団の正統教学となったため、乗因や玄旨帰命壇は排斥され、摩多羅神も一見弾圧されてしまったかのように見えた。しかし、この論争において「摩多羅神を本尊とする玄旨帰命壇をべきという乗因の主張」は弾圧されたが、「摩多羅神信仰そのもの」は弾圧されておらず、後の天台教団の内においては「国家を守護する行疫神」として認識されており、妙法院では中世の玄旨帰命壇など摩多羅神の伝統的教学を伝承していた。また、日光東照宮では徳川家康に合わせて山王権現・摩多羅神を祀っており、摩多羅神が日光権現と呼ばれるようになった。

## 関山権現社との関係
新潟県妙高市の妙高山麓にある関山神社（関山権現社）の祭礼は従来戸隠山から修験者が招かれて柱松などを行っていたものの、享保年間末期から戸隠山の修験社が来なくなり、地元の氏子が「仮山伏」として山伏役を代行した。これは乗因の一件で戸隠山が混乱しており、修験者の派遣を取り辞めたためと考えられる。